# ラリー・シャープ
ラリー・シャープ（"Pretty Boy" Larry Sharpe、本名：Lawrence Weil、1950年6月26日 - 2017年4月10日）は、アメリカ合衆国のプロレスラー。ニュージャージー州ポールズボロ出身。
現役時代はヒールの中堅としてWWFなどで活動、引退後はプロレスラー養成所「モンスター・ファクトリー」の主宰者となって数々の選手を育成した。

## 来歴

### 選手時代
学生時代にレスリングの選手として活動した後、ゴリラ・モンスーンのトレーニングを受け、1974年にWWWFエリアでデビュー。以降、フロリダ、テキサス、ミッドアトランティックなどNWAの各テリトリーを転戦。1976年4月には全日本プロレスの第4回チャンピオン・カーニバルに初来日、総当たりリーグ戦ではジャイアント馬場やジャンボ鶴田、アブドーラ・ザ・ブッチャーとも対戦したが、キャリア不足もあって全敗の最下位に終わった。
その後、カナダ・カルガリーのスタンピード・レスリングにてリッパー・コリンズのパートナーとなり、金髪の悪役タッグチーム、ボディシャス・ブロンズ（The Bodacious Blondes）を結成。1976年9月24日、エディ&ジェリー・モローの兄弟チームから同地区認定のインターナショナル・タッグ王座を奪取している。翌1977年1月にはコリンズと共に国際プロレスに来日したが、外国人サイドのエース格としてリップ・タイラーとエディ・サリバンのコンビが同時来日していたため、当時グレート草津とマイティ井上が保持していたIWA世界タッグ王座への挑戦は見送られた。
1977年下期よりジャック・エバンス（AAAなどでの活動で知られる同名選手とは別人）を新パートナーにWWFに登場。9月26日にはニューヨークのマディソン・スクエア・ガーデンにて、WWFヘビー級王座獲得前のボブ・バックランドとシングルマッチを行っている。同年12月、エバンスと共にハリウッド・ブロンズ（The Hollywood Blondes）のチーム名でプエルトリコに遠征し、カルロス・コロン&ビクター・ジョビカを破りWWC北米タッグ王座を獲得。1978年末にエバンスとのコンビを解消してシングルプレイヤーとなり、同年11月にハワイでドン・ムラコからNWAハワイ・ヘビー級王座を奪取。1979年8月には全日本プロレスに再来日、ミル・マスカラスともシングルマッチで対戦している。
以降もWWFを主戦場に、1980年8月9日にニューヨークのシェイ・スタジアムで行われたビッグイベント "Showdown at Shea" において、アントニオ猪木のNWFヘビー級王座に挑戦（試合はWWFマーシャルアーツ・ヘビー級王座戦として行われた）。直後に新日本プロレスに初参戦し、外国人サイドの2番手となってスタン・ハンセンのパートナーを務め、9月22日の米子大会では坂口征二の北米ヘビー級王座に挑戦した。WWFには1982年まで中堅ヒールとして出場を続け、1981年10月4日には地元のニュージャージーにてブルドッグ・ブラワーと組み、リック・マーテル&トニー・ガレアのWWFタッグ王座に挑戦している。

### モンスター・ファクトリー
シャープは選手としてリングに上がる一方、ケビン・フォン・エリック、トニー・アトラス、キングコング・バンディらのトレーナーも務めていた。その実績を背景に、同郷のバディ・ロジャースの協力のもと、1983年に地元ニュージャージーにてプロレスラー養成所「モンスター・ファクトリー（Monster Factory）」を開設。ユニークな人材を次々と発掘・育成してプロレス界に送り込むことになる。その第1号となったクラッシャー・ユーコフことバンバン・ビガロの出現は、モンスター・ファクトリーの名を世界中に知らしめた。シャープはビガロのマネージャーも担当し、1987年にはビガロに同行して新日本プロレスへ久々に来日。ディック・マードックとの対立アングルも組まれ、ビガロと組んでタッグマッチにも出場した。
その後もパートタイムで東部地区のインディー団体に出場していたが、1991年に現役を引退してスクール運営に専念。以来、晩年まで数多くのスターを輩出した。プロレスラーとしてのキャリアはB級のポジションで終わったものの、長期間に渡ってWWFで中堅を務めた試合運びの巧さやマイクパフォーマンスのスキルを有する名伯楽として、ビンス・マクマホンやブレット・ハートからも信頼を寄せられていた。
2017年4月10日、肝臓癌のため66歳で死去。

#### 育成選手
- バンバン・ビガロ
- クリス・キャンディード
- バージル
- レイヴェン
- ジョニー・ホットボディ
- ボールズ・マホーニー
- ザ・ピットブルズ
- ザ・ゴッドファーザー
- タタンカ
- ドゥエイン・ギル
- ディーロ・ブラウン
- ビッグ・ショー
- ザ・ヘッドバンガーズ（英語版）（モッシュ（英語版）、スラッシャー（英語版））
- パブロ・マルケス
- ジョン・ザンディグ
- ダイス・ドミノ
- サンジェイ・ダット
- シェイマス
- スティーブ・カトラー

## 得意技
- エルボー・ドロップ
- パイルドライバー
- ブレーンバスター

## 獲得タイトル
スタンピード・レスリング
- インターナショナル・タッグ王座：1回（w / "ラヴィシング" リッパー・コリンズ）[4]

ワールド・レスリング・カウンシル
- WWC北米タッグ王座：2回（w / "ダイナマイト" ジャック・エバンス）[7]

NWAミッドパシフィック・プロモーションズ
- NWAハワイ・ヘビー級王座：1回[8]